# Hydrocotyle hitchcockii
Hydrocotyle hitchcockii är en växtart i släktet Hydrocotyle och familjen araliaväxter.
Arten förekommer i Ecuador. Den beskrevs av Joseph Nelson Rose och Mildred Esther Mathias 1936.